# Nekrolog 1416
Nekrolog
◄◄
| ◄
| 1412
| 1413
| 1414
| 1415
| 1416 | 1417 | 1418 | 1419 | 1420 | ► | ►►
Weitere Ereignisse | Allgemeiner Nekrolog 1416
Die Beschreibung der verstorbenen Person sollte so kurz wie möglich gehalten sein und nur deren signifikante Tätigkeit(en) enthalten.
Neue Namen ggf. auch unter dem Geburts- und Sterbedatum, also etwa unter 1. Januar und im Geburts- und Sterbejahr (2024) eintragen (nur bei entsprechender großer Wichtigkeit). Für Beispiele siehe die schon vorhandenen Artikel.
Außerdem über die fünf zuletzt Verstorbenen, zu denen es einen ausreichend guten Artikel für eine Präsentation auf der Hauptseite gibt, nach der todesbedingten Überarbeitung der Artikel ggf. auch unter Wikipedia Diskussion:Hauptseite informieren und sie am besten auch in den anderen Wikipedia-Sprachversionen eintragen. Tipp: Regelmäßig bei news.google.de nach „ist tot“, „gestorben“ oder „verstorben“ suchen.
Wenn eine Person gestorben ist, gibt es viele Seiten zu dieser Person in der Wikipedia, die davon auch betroffen sind und entsprechend aktualisiert werden müssen. Beispiele: Namenübersichtsseite, Geburtsjahr, Geburtsort-Seiten und viele mehr.
Wie finde ich die betroffenen Seiten?
Im Suchfeld auf der linken Seite gibt man den Suchbegriff so ein: „Vorname Nachname“. Dann klickt man auf Volltext und alle Seiten mit entsprechendem Suchtext werden aufgerufen. Hier sieht man dann schnell, wo auch das Todesjahr Sinn macht oder sogar ein Teil des Artikels angepasst werden muss. Auch hilft das „Werkzeug“ auf der linken Seite sehr gut, um solche Seiten aufzufinden: „Links auf diese Seite“. Somit ist die Wikipedia wieder aktuell in allen Bereichen! Hinweis: bei Eintragung der Kategorie „Gestorben JAHR“ wird der Missbrauchsfilter 49 ausgelöst, was jedoch nicht schlimm ist. Siehe: Spezial:Missbrauchsfilter/49
Dies ist eine Liste von im Jahr 1416 verstorbenen bekannten Persönlichkeiten. Die Einträge erfolgen innerhalb der einzelnen Daten alphabetisch sortiert. Tiere sind im Nekrolog für Tiere zu finden.

## Februar
| Tag        | Name                    | Beruf, bekannt als                                                             | Alter | Beleg |
| ---------- | ----------------------- | ------------------------------------------------------------------------------ | ----- | ----- |
| 2. Februar | Racek Kobyla von Dvojic | böhmischer Adeliger, Hetmann, Burggraf von Domažlice und Burggraf des Vyšehrad |       |       |

## März
| Tag      | Name                          | Beruf, bekannt als                                                                             | Alter | Beleg |
| -------- | ----------------------------- | ---------------------------------------------------------------------------------------------- | ----- | ----- |
| 5. März  | Eleonore von Kastilien        | Königin von Navarra                                                                            |       |       |
| 16. März | Goswin Klingenberg            | Bürgermeister der Hansestadt Lübeck                                                            |       |       |
| 24. März | Johannes Otto von Münsterberg | deutscher Theologe (katholisch), Hochschullehrer und Rektor der Universitäten Prag und Leipzig |       |       |
| 29. März | Euthymios II.                 | Patriarch von Konstantinopel                                                                   |       |       |

## April
| Tag      | Name         | Beruf, bekannt als  | Alter | Beleg |
| -------- | ------------ | ------------------- | ----- | ----- |
| 2. April | Ferdinand I. | König von Aragonien | 35    |       |

## Mai
| Tag     | Name                | Beruf, bekannt als                                              | Alter | Beleg |
| ------- | ------------------- | --------------------------------------------------------------- | ----- | ----- |
| 13. Mai | Petrus de Ancharano | italienischer Jurist                                            |       |       |
| 21. Mai | Anna von Cilli      | Königin von Polen und Großfürstin von Litauen                   |       |       |
| 30. Mai | Hieronymus von Prag | böhmischer Gelehrter und Mitbegründer der hussitischen Bewegung |       |       |
| 31. Mai | Arnold Stapel       | deutscher Bischof von Kulm                                      |       |       |

## Juni
| Tag      | Name                         | Beruf, bekannt als | Alter | Beleg |
| -------- | ---------------------------- | --- | ----- | ----- |
| 11. Juni | Heyno Sobbe                  | deutscher Goldschmied |       |       |
| 15. Juni | Jean de Valois, duc de Berry | Herzog von Berry und Auvergne, Graf von Poitiers und Montpensier sowie durch seine zweite Ehefrau Graf von Auvergne und Boulogne | 75    |       |

## Juli
| Tag      | Name               | Beruf, bekannt als                                   | Alter | Beleg |
| -------- | ------------------ | ---------------------------------------------------- | ----- | ----- |
| 16. Juli | Nicolas d’Orgemont | französischer Adliger, Parteigänger der Bourguignons |       |       |
| 17. Juli | Günther XXX.       | Verweser und Graf von Schwarzburg                    |       |       |

## August
| Tag        | Name                  | Beruf, bekannt als                     | Alter | Beleg |
| ---------- | --------------------- | -------------------------------------- | ----- | ----- |
| 07. August | Johannes von Heldritt | Dominikaner und Weihbischof in Bamberg |       |       |

## September
| Tag           | Name                            | Beruf, bekannt als             | Alter | Beleg |
| ------------- | ------------------------------- | ------------------------------ | ----- | ----- |
| 4. September  | Johann I.                       | Graf von Nassau-Dillenburg     |       |       |
| 6. September  | Hartmann von Werdenberg-Sargans | Bischof von Chur               |       |       |
| 12. September | Wenzel Gerard von Burenitz      | Administrator von Olmütz       |       |       |
| 23. September | Geertruid van Rijsen            | Schwesterim Kloster Diepenveen |       |       |
| 24. September | Andrea Malatesta                | Kondottiere, Herr von Cesena   | 42    |       |

## Oktober
| Tag         | Name                 | Beruf, bekannt als                                         | Alter | Beleg |
| ----------- | -------------------- | ---------------------------------------------------------- | ----- | ----- |
| 9. Oktober  | Johann II.           | Herzog zu Mecklenburg-Stargard                             |       |       |
| 14. Oktober | Heinrich I.          | Fürst von Braunschweig-Wolfenbüttel und Fürst von Lüneburg |       |       |
| 19. Oktober | Peder Jensen Lodehat | dänischer Bischof von Växjö und von Århus                  |       |       |
| 26. Oktober | Heinrich VII.        | Graf der Linie Niedersalm                                  |       |       |

## November
| Tag          | Name              | Beruf, bekannt als                      | Alter | Beleg |
| ------------ | ----------------- | --------------------------------------- | ----- | ----- |
| 6. November  | Ha Ryun           | koreanischer Politiker und Philosoph    | 68    |       |
| 28. November | Constance Langley | englische Adlige und Rebellin           |       |       |
| November     | Henry Dwnn        | walisischer Adliger, Militär und Rebell |       |       |

## Dezember
| Tag          | Name                | Beruf, bekannt als | Alter | Beleg |
| ------------ | ------------------- | ------------------ | ----- | ----- |
| 26. Dezember | Eleonore von Aragon | Regentin in Zypern |       |       |

## Datum unbekannt
| Tag | Name                     | Beruf, bekannt als                                                        | Alter | Beleg |
| --- | ------------------------ | ------------------------------------------------------------------------- | ----- | ----- |
|     | Han’anchi                | König von Hokuzan                                                         |       |       |
|     | Hrvoje Vukčić Hrvatinić  | Ban von Kroatien, Großherzog des Königreichs Bosnien und Herzog von Split |       |       |
|     | Johann Krowel            | Ratsherr der Hansestadt Lübeck                                            |       |       |
|     | Herman von Limburg       | niederländischer Miniaturmaler                                            |       |       |
|     | Johan von Limburg        | niederländischer Miniaturmaler                                            |       |       |
|     | Biagio Pelacani da Parma | italienischer Mathematiker, Naturforscher und Philosoph                   |       |       |
|     | Paul von Limburg         | niederländischer Miniaturmaler                                            |       |       |
|     | Juraj Slovinac           | slawonischer (kroatischer) Geistlicher und Gelehrter                      |       |       |
|     | Thomas III.              | Markgraf von Saluzzo (1396–1416)                                          |       |       |